# Raffaele Masto
Raffaele Masto (Milano, 12 dicembre 1953 – Bergamo, 28 marzo 2020) è stato uno scrittore, giornalista e conduttore radiofonico italiano.

## Biografia
Dal 1989 era giornalista presso la redazione esteri di Radio Popolare. Fu inviato in Medio Oriente, America Latina e soprattutto in Africa, continente dove trovò l'ispirazione per molti dei suoi saggi, editi soprattutto da Sperling & Kupfer e da Baldini& Castoldi Dalai. Sempre in Africa realizzò diversi documentari e reportage di carattere politico, sociale e antropologico. 
Per anni Masto fu giornalista della rivisa Africa, per la quale curava il blog di analisi e approfondimento Buongiorno Africa.
Nei suoi libri, sempre basati sull'esperienza diretta come corrispondente estero, Masto trattò i temi della povertà e dell'ingiustizia che colpiscono le popolazioni del Terzo mondo. Nel corso dei suoi viaggi, fu più volte ospite presso i centri dell'ong milanese Amani a Nairobi.
Raffaele Masto è morto il 28 marzo 2020 vittima del COVID-19 in una struttura ospedaliera di Bergamo, dove era ricoverato in seguito ad un trapianto di cuore. 

## Opere
- 1998 - La nuova colonizzazione , Baldini& Castoldi Dalai
- 2000 - Debito da morire, Baldini& Castoldi Dalai
- 2001 - No Global, Zelig Editrice
- 2002 - Informazione negata, Zelig Editrice
- 2003 - In Africa. Ritratto di un continente senza pace, Sperling & Kupfer
- 2005 - Io Safiya, Sperling & Kupfer
- 2006 - L'Africa del tesoro. Diamanti, oro, petrolio, Sperling & Kupfer
- 2008 - La scelta di Said. Storia di un kamikaze, Sperling & Kupfer
- 2011 – Buongiorno Africa, Bruno Mondadori
- 2016 – Califfato Nero, Laterza
- 2019 – La variabile africana. Riserve naturali ed equilibrio geopolitico del pianeta, Egea

## Riconoscimenti
Nel 2020 il Comune di Milano gli ha conferito l'Ambrogino d'oro alla memoria.